# 3604 Беркхейсен
3604 Беркхейсен (3604 Berkhuijsen) — астероїд головного поясу, відкритий 17 жовтня 1960 року.
Тіссеранів параметр щодо Юпітера — 3,374.